# Coupe de la CEV féminine (2007-)
Pour les articles homonymes, voir Coupe de la CEV féminine.
La Coupe de la CEV féminine est une compétition européenne de volley-ball organisée annuellement par la Confédération européenne de volley-ball, réunissant les vainqueurs des coupes nationales.

## Historique
La Coupe d'Europe des vainqueurs de coupe de volley-ball est devenue la Top Teams Cup en 2000 puis la Coupe de la CEV en 2007. Les clubs des nations européennes majeures n'ont pas participé à la Top Teams Cup jusqu'en 2004-2005, date à laquelle l'Italie engagera un club - cette absence explique les victoires de clubs issus de nations « mineures » du volley-ball européen. En 2007, elle est à nouveau renommée Coupe de la CEV.
L'édition 2019-2020, d'abord suspendue au mois de mars, est définitivement annulée le 23 avril 2020, par la CEV, en raison de la pandémie de maladie à coronavirus,.

## Palmarès
| Année                                     | Champion                                                | Finaliste                                               | Troisième                                               | Quatrième                                               |
| Coupe des vainqueurs de coupe (1972-2000) | Coupe des vainqueurs de coupe (1972-2000)               | Coupe des vainqueurs de coupe (1972-2000)               | Coupe des vainqueurs de coupe (1972-2000)               | Coupe des vainqueurs de coupe (1972-2000)               |
| ----------------------------------------- | ------------------------------------------------------- | ------------------------------------------------------- | ------------------------------------------------------- | ------------------------------------------------------- |
| 1973                                      | CSKA Moscou                                             | CSKA Sofia                                              | Wisła Cracovie                                          | Penicilina Iași                                         |
| 1974                                      | CSKA Moscou                                             | Ruda Hvezda Prague                                      | Dinamo Bucarest                                         | AZS Varsovie                                            |
| 1975                                      | SC Traktor Schwerin                                     | CSKA Moscou                                             | Slavia Bratislava                                       | Orlandi Reggio d'Émilie                                 |
| 1976                                      | Slavia Bratislava                                       | CSKA Sofia                                              | USC Munster                                             | ASU Lyon                                                |
| 1977                                      | Iskra Vorochilovgrad                                    | SC Dynamo Berlin                                        | Ujpest Dósza                                            | CSKA Sofia                                              |
| 1978                                      | SC Dynamo Berlin                                        | TJK Brno                                                | 1. VC Schwerte 1968                                     | Vasas Izzo Budapest                                     |
| 1979                                      | Ruda Hvezda Prague                                      | SC Traktor Schwerin                                     | Start Łódź                                              | Penicilina Iași                                         |
| 1980                                      | Vasas Izzo Budapest                                     | USC Munster                                             | Alidea Catane                                           | Sollentuna VK                                           |
| 1981                                      | Vasas Izzo Budapest                                     | Spartak Leningrad                                       | CSKA Sofia                                              | Olimpia Teodora Ravenne                                 |
| 1982                                      | CSKA Sofia                                              | Dynamo Moscou                                           | Slavia Bratislava                                       | Starlift Voorberg                                       |
| 1983                                      | Medin Odessa                                            | Ruda Hvezda Prague                                      | Nelsen Reggio d'Émilie                                  | Starlift Voorberg                                       |
| 1984                                      | SC Dynamo Berlin                                        | Nelsen Reggio d'Émilie                                  | Ruda Hvezda Prague                                      | Pancratiusbank Heerlen                                  |
| 1985                                      | SC Dynamo Berlin                                        | Ouralotchka Sverdlovsk                                  | Akademik Sofia                                          | Nelsen Reggio d'Émilie                                  |
| 1986                                      | Ouralotchka Sverdlovsk                                  | SC Lohhof                                               | Ujpest Dózsa                                            | Dunav Russe                                             |
| 1987                                      | Komounalnik Minsk                                       | Nelsen Reggio d'Émilie                                  | CJD Feuerbach                                           | Mladost Zagreb                                          |
| 1988                                      | CSKA Moscou                                             | Volley Modène                                           | SC Traktor Schwerin                                     | Kommounalnik Minsk                                      |
| 1989                                      | ADK Alma-Ata                                            | SC Traktor Schwerin                                     | CSKA Moscou                                             | Slavia Bratislava                                       |
| 1990                                      | ADK Alma-Ata                                            | Braglia Reggio d'Émilie                                 | SC Traktor Schwerin                                     | Ruda Hvezda Prague                                      |
| 1991                                      | ADK Alma-Ata                                            | CSKA Sofia                                              | TTU Leningrad                                           | Bayern Lohhof                                           |
| 1992                                      | USC Munster                                             | Sirio Pérouse                                           | SC Traktor Schwerin                                     | Czarni Slupsk                                           |
| 1993                                      | CJD Berlin                                              | BZBK Bakou                                              | Sirio Pérouse                                           | VBC Riom                                                |
| 1994                                      | Brummel Ancône                                          | RC Villebon 91                                          | Komfort Police                                          | Schwerin SC                                             |
| 1995                                      | Volley Modène                                           | USC Munster                                             | Brummel Ancône                                          | Panathinaikos Athènes                                   |
| 1996                                      | Anthesis Modène                                         | VBC Riom                                                | CSKA Moscou                                             | CJD Berlin                                              |
| 1997                                      | Anthesis Modène                                         | VBC Riom                                                | CSKA Moscou                                             | Grundfos Bucarest                                       |
| 1998                                      | CSKA Moscou                                             | RC Cannes                                               | Volley Modène                                           | Besiktaş Istanbul                                       |
| 1999                                      | Eczacibasi Istanbul                                     | Cermagica Reggio d'Émilie                               | Filathletic Club Vrilissia                              | VBC Riom                                                |
| 2000                                      | Pallavolo Sirio Pérouse                                 | Panathinaikos Athènes                                   | Enka Istanbul                                           | Universidad Grenade                                     |
| Top Teams Cup (2000-2007)                 |                                                         |                                                         |                                                         |                                                         |
| 2001                                      | Asterix Kieldrecht                                      | Telekom Post Vienne                                     | Dynamo Odessa                                           | Infond Branik Maribor                                   |
| 2002                                      | Azerrail Bakou                                          | Jedintsvo Uzice                                         | GCB Bydgoszcz                                           | Telekom Post Vienne                                     |
| 2003                                      | RC Villebon 91                                          | Zeiler Köniz                                            | Eburon Tongres                                          | Arke Pollux Oldenzaal                                   |
| 2004                                      | Vakifbank Günes Sigorta Istanbul                        | Aliud Pharma Ulm                                        | Eburon Tongres                                          | USC Munster                                             |
| 2005                                      | Pallavolo Chieri                                        | TSV Bayer 04 Leverkusen                                 | Eczacibasi Istanbul                                     | Eburon Tongres                                          |
| 2006                                      | Sant'Orsola Asystel Novare                              | Dynamo Moscou                                           | Longa '59 Lichtenvoorde                                 | Centrostal Palac Bydgoszcz                              |
| 2007                                      | Grupo 2002 Murcie                                       | CSKA Moscou                                             | SC Schwerin                                             | Plantinalonga Lichtenvoorde                             |
| Coupe de la CEV (2007-)                   |                                                         |                                                         |                                                         |                                                         |
| 2008                                      | Scavolini Pesaro                                        | Le Cannet-Rocheville                                    | Étoile rouge de Belgrade                                | Samorodok Khabarovsk                                    |
| 2009                                      | Asystel Novara                                          | Oural NTMK Iekaterinbourg                               | Fenerbahçe Istanbul                                     | Rote Raben Vilsbiburg                                   |
| 2010                                      | Yamamay Busto Arsizio                                   | Étoile rouge de Belgrade                                | Rabita Bakou                                            | Ouralotchka Iekaterinbourg                              |
| 2011                                      | Tiboni Urbino                                           | Dynamo Krasnodar                                        | MKS Dąbrowa Górnicza Étoile rouge de Belgrade           | MKS Dąbrowa Górnicza Étoile rouge de Belgrade           |
| 2012                                      | Yamamay Busto Arsizio                                   | Galatasaray Istanbul                                    | Robur Tiboni Urbino 2004 Tomis Constanţa                | Robur Tiboni Urbino 2004 Tomis Constanţa                |
| 2013                                      | Muszynianka Muszyna                                     | Fenerbahçe Universal                                    | Omitchka Omsk Ouralotchka Iekaterinbourg                | Omitchka Omsk Ouralotchka Iekaterinbourg                |
| 2014                                      | Fenerbahçe Istanbul                                     | Ouralochka-Ntmk Iekaterinbourg                          | Azeryol Bakou Dresdner SC                               | Azeryol Bakou Dresdner SC                               |
| 2015                                      | Dinamo Krasnodar                                        | Atom Trefl Sopot                                        | Rabita Bakou Galatasaray Istanbul                       | Rabita Bakou Galatasaray Istanbul                       |
| 2016                                      | Dinamo Krasnodar                                        | Galatasaray Istanbul                                    | Azəryol Bakou Schweriner SC                             | Azəryol Bakou Schweriner SC                             |
| 2017                                      | Dinamo Kazan                                            | Unet Yamamay Busto Arsizio                              | Pomì Casalmaggiore Galatasaray Istanbul                 | Pomì Casalmaggiore Galatasaray Istanbul                 |
| 2018                                      | Eczacıbaşı Vitra                                        | Minchanka Minsk                                         | SSC Palmberg Schwerin Allianz MTV Stuttgart             | SSC Palmberg Schwerin Allianz MTV Stuttgart             |
| 2019                                      | Futura Volley Busto Arsizio                             | CS Volei Alba-Blaj                                      | CS Știința Bacău Békéscsabai RSE                        | CS Știința Bacău Békéscsabai RSE                        |
| 2020                                      | Édition arrêtée en raison de la pandémie de coronavirus | Édition arrêtée en raison de la pandémie de coronavirus | Édition arrêtée en raison de la pandémie de coronavirus | Édition arrêtée en raison de la pandémie de coronavirus |
| 2021                                      | Saugella Monza                                          | Galatasaray Istanbul                                    | Béziers Volley OK Tent Obrenovac                        | Béziers Volley OK Tent Obrenovac                        |
| 2022                                      | Eczacıbaşı Istanbul                                     | MTV Stuttgart                                           | Mladost Zagreb CS Alba-Blaj                             | Mladost Zagreb CS Alba-Blaj                             |
| 2023                                      | Pallavolo Scandicci (it)                                | CS Alba-Blaj                                            | CSM Târgoviște THY Spor Kulübü                          | CSM Târgoviște THY Spor Kulübü                          |
| 2024                                      | Chieri '76                                              | Neuchâtel UC                                            | Levallois Paris SC Budowlani Łódź                       | Levallois Paris SC Budowlani Łódź                       |
| 2025                                      | AGIL Novare                                             | Volei Alba Blaj                                         | Vasas SC THY Spor Kulübü                                | Vasas SC THY Spor Kulübü                                |

| #  | Clubs                       | Victoires | Années                 |
| -- | --------------------------- | --------- | ---------------------- |
| 1  | CSKA Moscou                 | 4         | 1973, 1974, 1988, 1998 |
| 2  | SC Dynamo Berlin            | 3         | 1978, 1984, 1985       |
| 2  | ADK Alma-Ata                | 3         | 1989, 1990, 1991       |
| 2  | Volley Modena               | 3         | 1995, 1996, 1997       |
| 2  | Futura Volley Busto Arsizio | 3         | 2010, 2012, 2019       |
| 2  | Eczacıbaşı Istanbul         | 3         | 1999, 2018, 2022       |
| 7  | Vasas Izzo Budapest         | 2         | 1980, 1981             |
| 7  | Asystel Novara              | 2         | 2006, 2009             |
| 7  | Dinamo Krasnodar            | 2         | 2015, 2016             |
| 10 | SC Traktor Schwerin         | 1         | 1975                   |
| 10 | Slavia Bratislava           | 1         | 1976                   |
| 10 | Iskra Vorochilovgrad        | 1         | 1977                   |
| 10 | Ruda Hvezda Prague          | 1         | 1979                   |
| 10 | CSKA Sofia                  | 1         | 1982                   |
| 10 | Medin Odessa                | 1         | 1983                   |
| 10 | Ouralotchka Sverdlovsk      | 1         | 1986                   |
| 10 | Komounalnik Minsk           | 1         | 1987                   |
| 10 | USC Münster                 | 1         | 1992                   |
| 10 | CJD Berlin                  | 1         | 1993                   |
| 10 | Pallavolo Ancona            | 1         | 1994                   |
| 10 | Pallavolo Sirio Perugia     | 1         | 2000                   |
| 10 | Asterix Kieldrecht          | 1         | 2001                   |
| 10 | Azerrail Bakou              | 1         | 2002                   |
| 10 | RC Villebon 91              | 1         | 2003                   |
| 10 | VB Güneş Sigorta            | 1         | 2004                   |
| 10 | Chieri Volley               | 1         | 2005                   |
| 10 | CAV Murcia 2005             | 1         | 2007                   |
| 10 | Robursport Volley Pesaro    | 1         | 2008                   |
| 10 | Robur Tiboni Volley Urbino  | 1         | 2011                   |
| 10 | MKS Muszyna                 | 1         | 2013                   |
| 10 | Fenerbahçe İstanbul         | 1         | 2014                   |
| 10 | Dinamo Kazan                | 1         | 2017                   |
| 10 | Saugella Monza              | 1         | 2021                   |
| 10 | Pallavolo Scandicci (it)    | 1         | 2023                   |
| 10 | Chieri '76                  | 1         | 2024                   |
| 10 | AGIL Novare                 | 1         | 2025                   |

| Rang | Pays*                | Médaille d'or | Médaille d'argent | Médaille de bronze | Total |
| 1    | Italie               | 17            | 7                 | 5                  | 29    |
| 2    | Union soviétique     | 10            | 4                 | 1                  | 15    |
| 3    | Turquie              | 5             | 4                 | 3                  | 12    |
| 4    | Russie               | 4             | 5                 | 2                  | 11    |
| 5    | Allemagne de l'Est   | 4             | 3                 | 2                  | 9     |
| 6    | Allemagne            | 2             | 4                 | 3                  | 9     |
| 7    | Tchécoslovaquie      | 2             | 2                 | 2                  | 6     |
| 8    | Hongrie              | 2             | -                 | 2                  | 4     |
| 9    | France               | 1             | 5                 | 1                  | 7     |
| 10   | Bulgarie             | 1             | 2                 | 2                  | 5     |
| 11   | Pologne              | 1             | 1                 | 3                  | 5     |
| 12   | Azerbaïdjan          | 1             | 1                 | 1                  | 3     |
| 13   | Belgique             | 1             | -                 | 2                  | 3     |
| 14   | Espagne              | 1             | -                 | -                  | 1     |
| 15   | Roumanie             | -             | 3                 | -                  | 3     |
| 16   | Allemagne de l'Ouest | -             | 2                 | 3                  | 5     |
| 17   | Suisse               | -             | 2                 | -                  | 2     |
| 18   | Grèce                | -             | 1                 | 1                  | 2     |
| 18   | Serbie               | -             | 1                 | 1                  | 2     |
| 20   | Autriche             | -             | 1                 | -                  | 1     |
| 20   | Biélorussie          | -             | 1                 | -                  | 1     |
| 20   | Serbie-et-Monténégro | -             | 1                 | -                  | 1     |
| 23   | Pays-Bas             | -             | -                 | 1                  | 1     |
| 23   | Ukraine              | -             | -                 | 1                  | 1     |

## Meilleures joueuses par tournoi

### 2004–2009
| - 2004 – Neslihan Demir (VB Güneş Sigorta) - 2005 – Logan Tom (Bigmat Chieri) - 2006 – Taismary Agüero (Sant'Orsola Asystel Novare) | - 2007 – Lioubov Sokolova (Grupo 2002 Murcia) - 2008 – Vesna Jovanović (Le Cannet-Rocheville) - 2009 – Cristina Barcellini (Asystel Novara) |

### 2010–2019
| - 2010 – Carmen Țurlea (Yamamay Busto Arsizio) - 2011 – Chiara Di Iulio (Tiboni Urbino) - 2012 – Aneta Havlíčková (Yamamay Busto Arsizio) - 2013 – Sanja Popović (Muszynianka Muszyna) - 2014 – Kim Yeon-koung (Fenerbahçe Istanbul) | - 2015 – Tatiana Kocheleva (Dinamo Krasnodar) - 2016 – Natalia Malykh (Dinamo Krasnodar) - 2017 – Valentina Diouf (Unet Yamamay Busto Arsizio) - 2018 – Tijana Bošković (Eczacıbaşı Vitra) - 2019 – Britt Herbots (Futura Volley Busto Arsizio) |

### 2020–...
| - 2020 – Titre non décerné - 2021 – Alessia Orro (Saugella Monza) - 2022 – Maja Ognjenović (Eczacıbaşı Istanbul) - 2023 – Ekaterina Antropova (Pallavolo Scandicci (it)) - 2024 – Kaja Grobelna (Chieri '76) | - 2025 – Tatiana Tolok (en) (AGIL Novare) |